# Riharjevec
Riharjevec – wieś w Słowenii, w gminie Šmartno pri Litiji. W 2018 roku liczyła 54 mieszkańców.